# Alejandro Bercovich
Alejandro Bercovich (13 de abril de 1982) es un economista, periodista y presentador argentino.
Actualmente conduce Pasaron cosas en Radio con Vos y La Ley de la selva, los lunes a las 23:00 en C5N. Además, escribe para BAE y coordina la sección sobre economía de la Revista Crisis. 

## Biografía
Nació en el seno de una familia judía. Egresado del Colegio Nacional de Buenos Aires, se formó como economista en la Universidad de Buenos Aires, donde luego se desempeñó como docente de macroeconomía.
En 2000 comenzó a trabajar en el periodismo especializado en temas económicos.
Durante su carrera ha sido invitado a participar en diversos seminarios y cursos de formación periodística en Alemania, Estados Unidos, Indonesia, Singapur y Guatemala.[cita requerida]
Está en pareja con Ángela Lerena, periodista deportiva y activista gremial.
En tanto en 2017 también causó controversia que Alejandro Fabio Pereyra ex legislador del PRO y parte directorio de ENACOM haya patrocinado una demanda de Emilio Yacobitti, titular de la UCR porteña contra el periodista Alejandro Bercovich que investigaba a Yacobitti por los sobreprecios millonarios coimas y desvío de fondos que pagó el Hospital de Clínicas por compras de medicamentos durante la gestión radical.  Un informe de las universidades nacionales denunciaba en septiembre del mismo año una persecución y ahogo financiero a medios por parte de la Enacom y la persecución de periodistas no oficialistas durante el gobierno de Mauricio Macri.

## Trayectoria

### Prensa escrita
- Télam
- El Cronista
- Perfil
- Página/12
- Crítica de la Argentina
- BAE
- Revista Crisis

### Radio
Radio Continental
- Naturalmente[5]

Blue 100.7
- Lado B[6]

Metro 95.1
- Metro y medio[7]

Rock & Pop
- La almohada maldita
- Negrópolis
- Tierra de locos[8]

Radio con Vos
- ¿Y ahora quién podrá ayudarnos?
- Black & Toc
- El Lobby[9]
- Pasaron cosas

### Televisión
A24
- Tercera posición (3P)
- Con voz propia

C5N
- Minuto Uno[10]
- Brotes verdes[11]
- La Ley de la Selva

### Libros
- Bercovich, Alejandro; Rebossio, Alejandro (2013). Estoy Verde: Dólar, una pasión argentina. Buenos Aires: Editorial Alfaguara. ISBN 9789870430094.[12]
- Bercovich, Alejandro; Rebossio, Alejandro (2015). Vaca muerta. Buenos Aires: Editorial Planeta. ISBN 9789504944362.[13]

### Documentales
- Fondo (2019)[14]
- Diciembre (2021)[15]

## Distinciones y premios
- 2000: Premio de La Nación al periodismo juvenil[16]
- 2007: Premio de la Asociación de Entidades Periodísticas Argentinas al periodismo económico
- 2012: Premio Éter - Columnista en FM - Alejandro Bercovich - Metro y medio (Metro 95.1) - Ganador[17]
- 2014: Premio Éter - Columnista de economía/política- Alejandro Bercovich - Metro y medio (Metro 95.1) - Tierra de locos (Rock & Pop) - Ganador[18]
- 2015: Premio Éter - Columinsta de economía - Alejandro Bercovich - Metro y medio (Metro 95.1) - ¿Y ahora quién  podrá ayudarnos? (Radio con Vos) - Black & Toc (Radio con Vos) - Nominado[19]
- 2017: Premio Konex - Revelación[20]
- 2018: Premio Martín Fierro - Analista político - Alejandro Bercovich - Black & Toc (Radio con Vos) - Nominado[21]
- 2019: Premio Martín Fierro - Labor periodística masculina - Alejandro Bercovich - Pasaron cosas (Radio con Vos) - Nominado[22]
- 2019: Premio Martín Fierro - Labor periodística masculina - Alejandro Bercovich - Minuto Uno (C5N) - Ganador[23]